# Massala ernestina
Massala ernestina är en fjärilsart som beskrevs av Paul Dognin 1912. Massala ernestina ingår i släktet Massala och familjen nattflyn. Inga underarter finns listade i Catalogue of Life.